# إيفان ماكسيمنكو
إيفان كيريلوفيتش ماكسيمنكو(من مواليد 23 فبراير 1907م-31 مايو 1976م،) كان عالمًا في علم الوراثة، ودكتور في العلوم البيولوجية، وأستاذًا، وعضوًا في أكاديمية العلوم في جمهورية تركمانستان الاشتراكية السوفيتية (الجمهورية الاشتراكية السوفيتية) (منذ 1959م)، وبطل العمل الاشتراكي (1965م).

## السيرة الشخصية
ولد في 23 فبراير 1907م، في قرية ميخائيلفكا (الآن منطقة كاميانسكي في تشيركاسي أوبلاست). تلقى تعليمه الابتدائي في أوكرانيا، ثم درس في طشقند، وعمل في تركمانستان.

## الأنشطة العلمية
كانت مجالات بحثه العلمي الرئيسية هي اختيار وإنتاج بذور القطن. كشف عن أنماط التغيير الوراثي لنباتات القطن في التهجين البعيد، وأساليب مطورة لتسريع عملية الاختيار. لأول مرة في اتحاد الجمهوريات الاشتراكية السوفيتية، قام بتربية أنواع مختلفة من القطن باستخدام ألياف مصبوغة بشكل طبيعي، والتي كانت مادة خام إستراتيجية خلال الحرب الألمانية السوفيتية(المظهر الزائف المصنوع من القطن الطبيعي البني والأخضر لا يمكن التعرف عليه من الجو). ابتكر أصنافًا قيّمة من القطن الناعم.

## أوسمة
- تكريم عامل العلوم في تركمانستان الاشتراكية السوفيتية
- تكريم مهندس زراعي من تي اس اس آر
- بطل العمل الاشتراكي(1965م للإنجازات العالية في تربية أنواع جديدة من القطن)[5]
- حصل على ثلاث أوسمة من الراية الحمراء.

## النصب التذكاري
في السنوات الأخيرة عاش وتوفي في كييف. قبره في مقبرة بايكوف (قطعة رقم 33).